# Wilamowice Nyskie
Wilamowice Nyskie (deutsch Winsdorf, auch Winnsdorf) ist eine Ortschaft der Landgemeinde Głuchołazy (Ziegenhals) in Polen. Sie liegt im Powiat Nyski (Kreis Neisse) in der Woiwodschaft Oppeln.

## Geographie

### Geographische Lage
Das Straßendorf Wilamowice Nyskie liegt im Südwesten der historischen Region Oberschlesien. Der Ort liegt etwa sieben Kilometer nördlich des Gemeindesitzes Głuchołazy (Ziegenhals), etwa 14 Kilometer südlich der Kreisstadt Nysa und etwa 67 Kilometer südwestlich der Woiwodschaftshauptstadt Opole.
Der Ort liegt in der Nizina Śląska  (Schlesische Tiefebene) innerhalb der Płaskowyż Głubczycki (Leobschützer Lößhügelland). Wilamowice Nyskie liegt am linken Ufer der Biała Głuchołaska (Ziegenhalser Biele).

### Nachbarorte
Nachbarorte von Wilamowice Nyskie sind im Osten Nowy Świętów (Deutsch Wette), im Südosten Bodzanów (Langendorf), im Südwesten Gierałcice (Giersdorf) sowie im Westen Biskupów (Bischofswalde).

## Geschichte

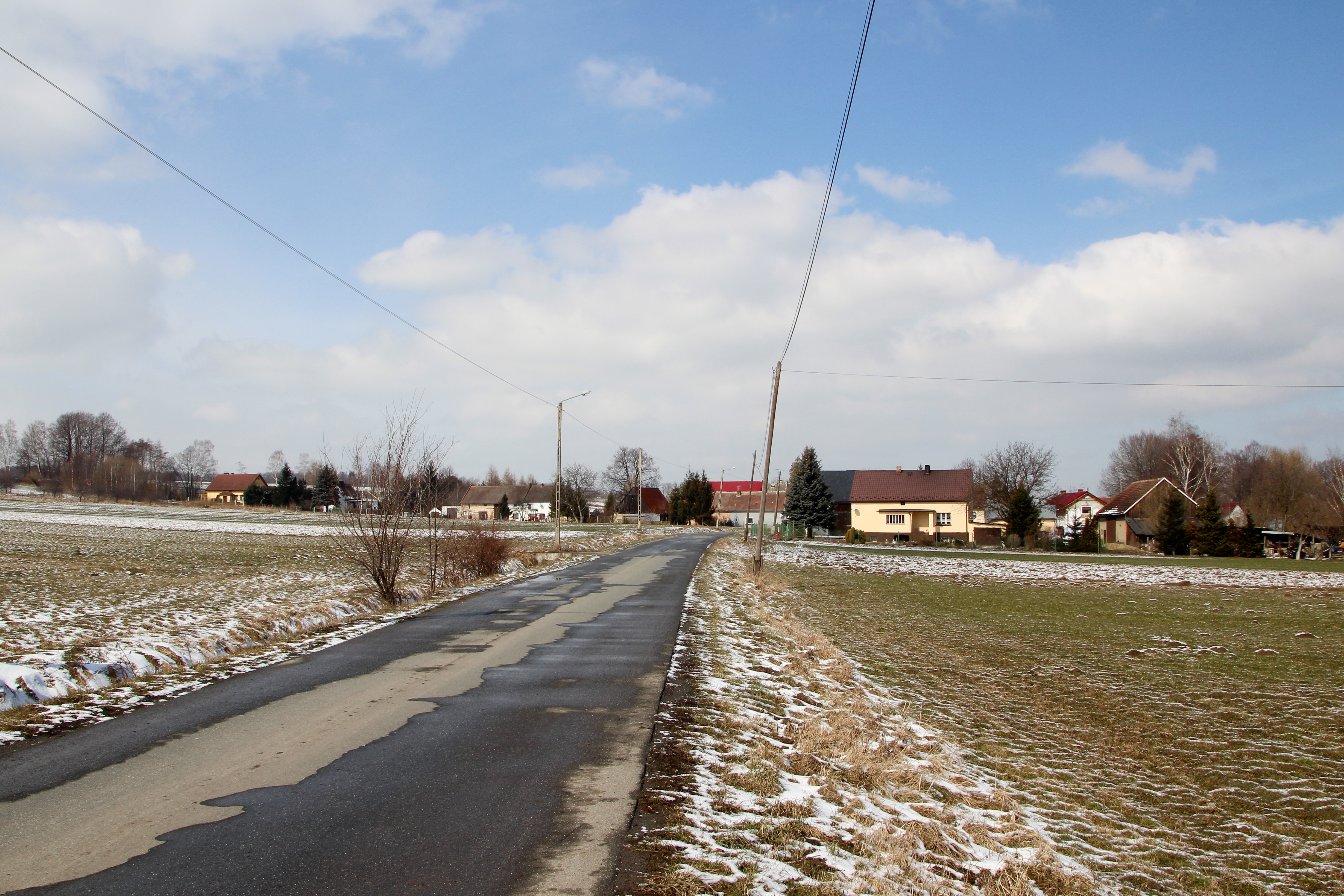
Straßenpartie

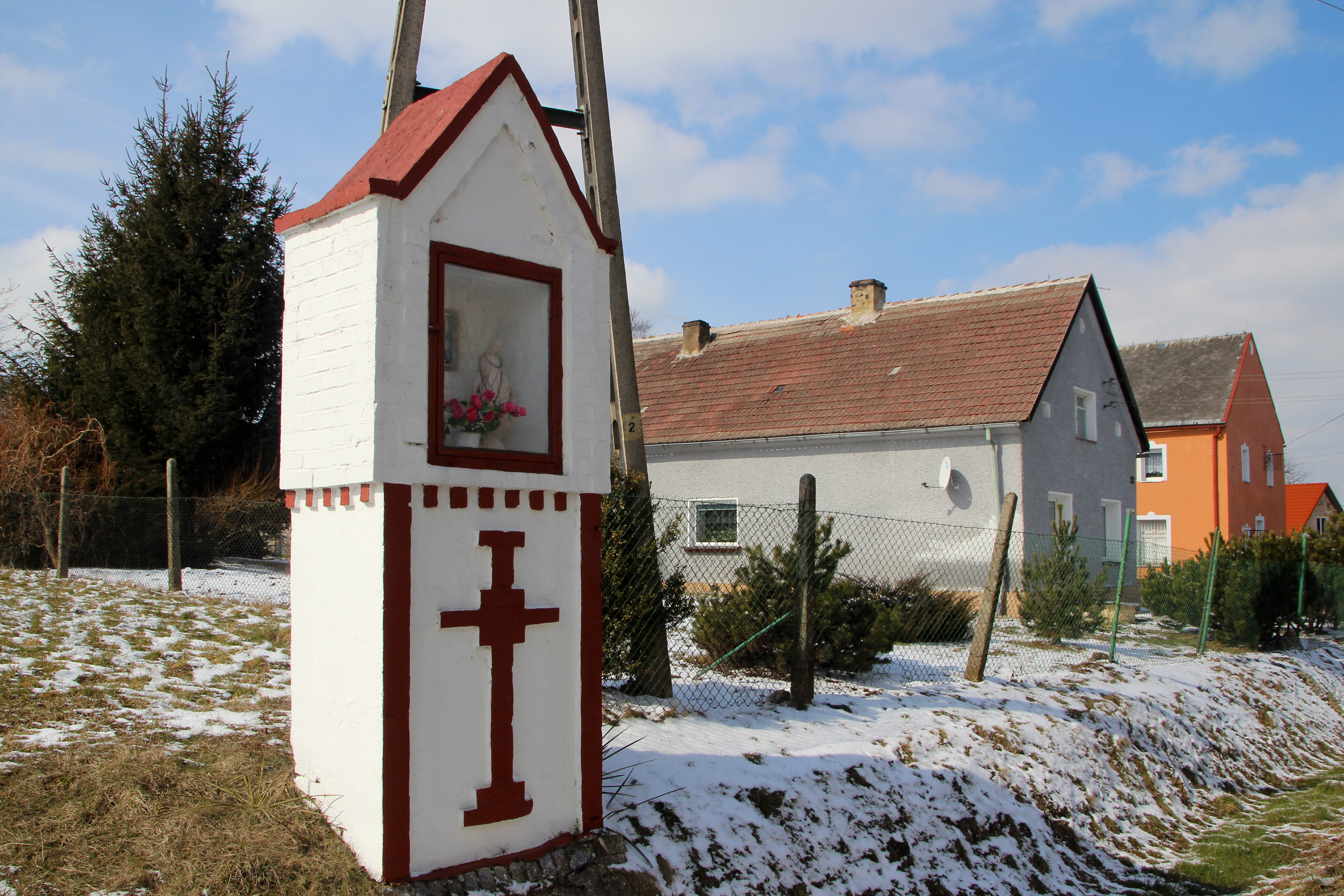
Wegekapelle

Das Dorf wurde 1284 erstmals als Wilanovici urkundlich erwähnt. In der Liber fundationis episcopatus Vratislaviensis aus den Jahren 1295–1305 wird der Ort als „Wylhelmi villa“ erwähnt. 1406 erfolgte eine Erwähnung des Ortes als Wilhelmisdorff.
Nach dem Ersten Schlesischen Krieg 1742 fiel Winsdorf mit dem größten Teil Schlesiens an Preußen. 1794 wurde im Dorf eine Schule eingerichtet.
Nach der Neuorganisation der Provinz Schlesien gehörte die Landgemeinde Winsdorf ab 1816 zum Landkreis Neisse im Regierungsbezirk Oppeln. 1845 bestanden im Dorf eine Scholtisei und 59 weitere Häuser. Im gleichen Jahr lebten in Winsdorf 313 Menschen, allesamt katholisch. 1855 lebten 317 Menschen im Ort. 1874 wurde der Amtsbezirk Deutsch Wette gegründet, welcher aus den Landgemeinden Altewalde, Deutsch Wette und Winsdorf und dem Gutsbezirk Deutsch Wette bestand. 1885 zählte Winsdorf 279 Einwohner.
Am 9. Mai 1933 wurde der Amtsbezirk Deutsch Wette aufgelöst. Das Dorf Winsdorf wurde dem Amtsbezirk Langendorf zugeteilt. 1933 lebten in Winsdorf 303 und 1939 296 Menschen. Bis 1945 befand sich der Ort im Landkreis Neisse.
1945 kam Winsdorf unter polnische Verwaltung und wurde in Wilamowice Nyskie umbenannt. Ab 1950 gehörte es zur Woiwodschaft Oppeln und ab 1999 zum wiedergegründeten Powiat Nyski.

## Sehenswürdigkeiten
- Steinerne Wegekapelle im Feld[8]
- Steinerne Wegekapelle mit Jesusbildniss[8]
- Steinerne Wegekapelle aus dem 19. Jahrhundert mit Jesusstatue[8]
- Steinernes Wegekreuz
- Wegekreuz aus Holz